# Мак Сенет
Мак Сенет (на английски: Mack Sennett) е канадско-американски режисьор, продуцент, сценарист и актьор. 

## Биография
Роден е на 17 януари 1880 година в Ричмънд, Квебек, в работническо семейство от ирландски произход. През 1897 година заминава за Съединените щати, а по-късно се установява в Ню Йорк, където започва да работи като актьор, сценограф и режисьор за филмовото студио „Мътоскоуп енд Байъграф“. През 1912 година заминава за Калифорния и основава студиото „Кийстоун Стъдиос“, което изиграва основна роля за формирането на комедийния жанр в киното. Сенет продуцира и режисира множество филми, в които започват кариерата си известни актьори, като Чарли Чаплин, Мейбъл Норманд, Глория Суонсън, Роско Арбъкъл. През 1932 година получава „Оскар“ за късометражен филм за „Wrestling Swordfish“ (1931), а през 1937 година – почетна награда „Оскар“.
Мак Сенет умира на 5 ноември 1960 година в Лос Анджелис.

## Избрана филмография
Като режисьор
- „Кийстоунските полицаи“ („Keystone Cops“, 1912 – 1917)

Като продуцент
- „Кийстоунските полицаи“ („Keystone Cops“, 1912 – 1917)
- „The Rounders“ (1914)
- „Новият портиер“ („The New Janitor“, 1914)
- „Мястото му за срещи“ („His Trysting Place“, 1914)
- „Запознанство“ („Getting Acquainted“, 1914)